# Bleuet de France
Pour les articles homonymes, voir Bleuet.
Ne doit pas être confondu avec les Bleuets, l'équipe de France espoirs de football

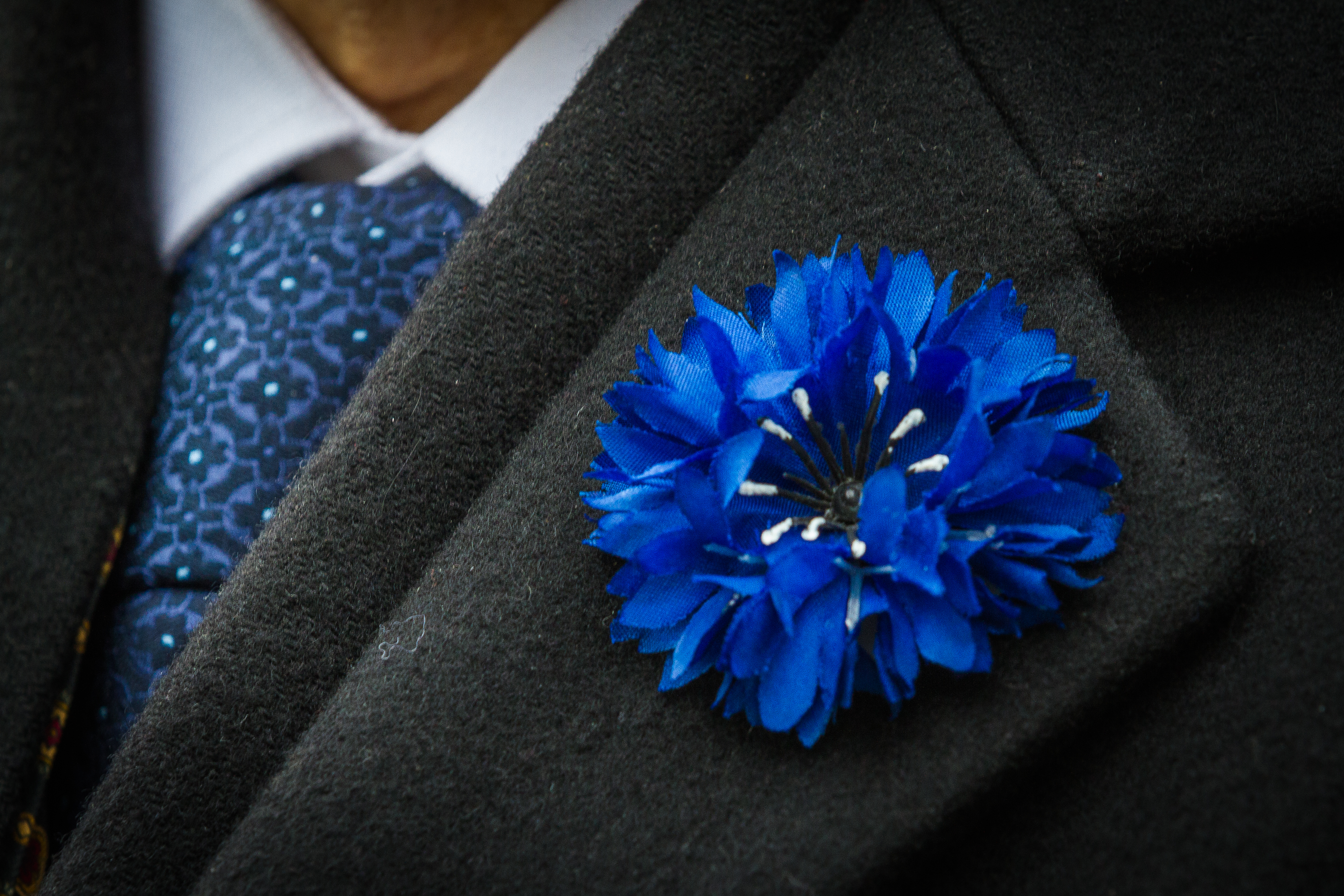
Un bleuet de France, en novembre 2013.

Le Bleuet de France est le symbole de la mémoire et de la solidarité, en France, envers les anciens combattants, les victimes de guerre, les veuves et les orphelins. La vente de bleuets les 11 novembre et 8 mai sert à financer des œuvres sociales leur venant en aide.

## Éléments historiques

### Les origines

#### Le choix du symbole

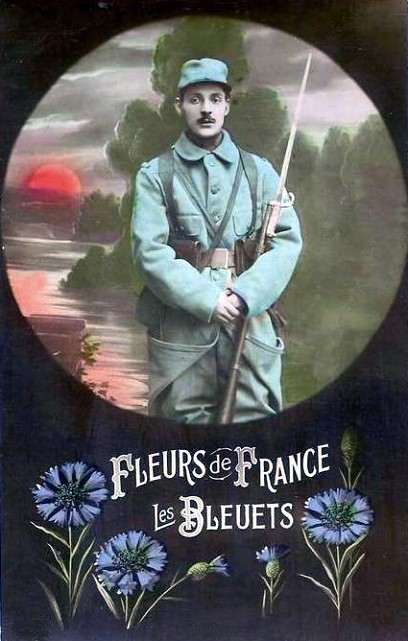
Carte postale de propagande.

Dans le langage des fleurs, le bleuet symboliserait la délicatesse et la timidité et serait « le messager de tous les sentiments purs, naïfs ou délicats ».
Les bleuets — ainsi que les coquelicots, symboles similaires au Royaume-Uni et dans les pays du Commonwealth — continuaient à pousser dans la terre retournée par les milliers d’obus qui labouraient quotidiennement les champs de bataille pendant la Grande Guerre. Ces fleurs étaient le seul témoignage de la vie qui continuait et la seule note colorée dans la boue des tranchées.
Dans le jargon militaire, les « Bleuets » étaient les soldats de la Classe 17 — nés en 1897 — fraîchement arrivés sur le champ de bataille du Chemin des Dames. Cette appellation rappelle par ailleurs le terme familier de « bleu » , désignant une personne inexpérimentée.
Cette appellation perdura pendant toute la guerre parce que l’uniforme neuf aux couleurs encore fraîches qui équipait le nouvel arrivant contrastait avec les tenues défraîchies et sales des vétérans.
La popularité des « Bleuets » était telle que leur image fut utilisée par la propagande au travers de cartes postales, affiches, chansons et poèmes :

« Les voici les p’tits « Bleuets »

Les Bleuets couleur des cieux

Ils vont jolis, gais et coquets,

Car ils n’ont pas froid aux yeux.

En avant partez joyeux ;

Partez, amis, au revoir !

Salut à vous, les petits « bleus »,

Petits « bleuets », vous notre espoir ! »

— Alphonse Bourgoin, extrait de Bleuets de France, 1916.

#### Les premiers ateliers

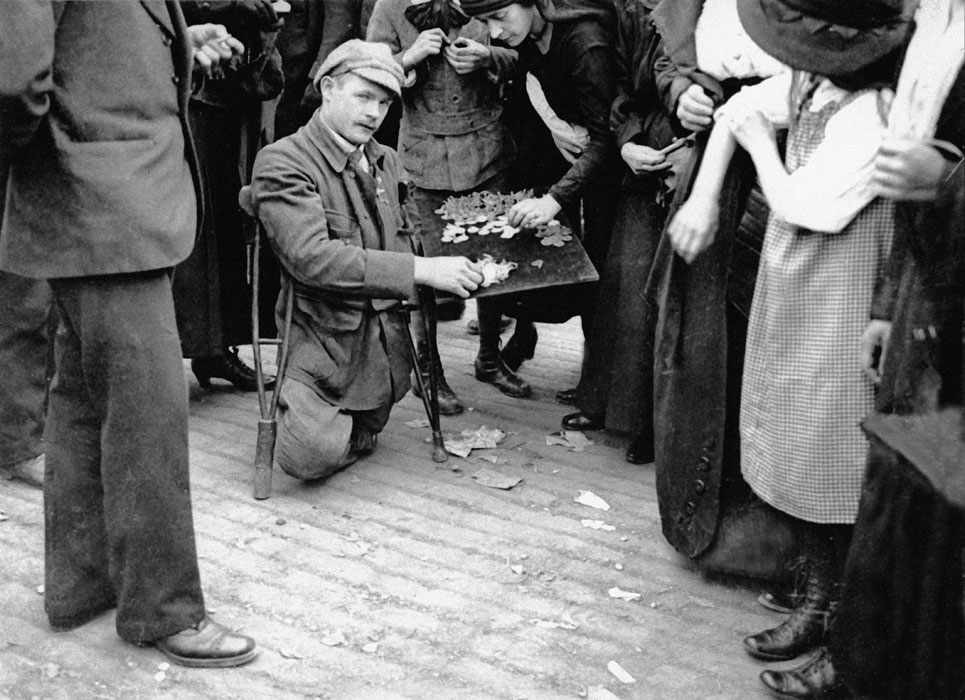
Un mutilé de guerre vend ses bleuets sur les Champs-Élysées, le 14 juillet 1919.

L’origine de l'insigne remonte à 1916. Mme Suzanne Lenhardt, infirmière-major de l’hôpital militaire des Invalides, veuve d’un capitaine d’Infanterie coloniale tué en 1915, et Mme Charlotte Malleterre, fille du général Gustave Léon Niox et femme du général Gabriel Malleterre, toutes deux émues par les souffrances qu’endurent les blessés de guerre dont elles ont la charge, et devant la nécessité de leur redonner une place active au sein de la société, décident d’organiser des ateliers où ils confectionnent des bleuets dont les pétales sont en tissu et les étamines en papier journal.
Ces insignes sont vendus au public à diverses occasions et le produit de ces ventes permet de donner à ces hommes un petit revenu. Elle devient un symbole de la réinsertion par le travail.

#### Officialisation de l’insigne

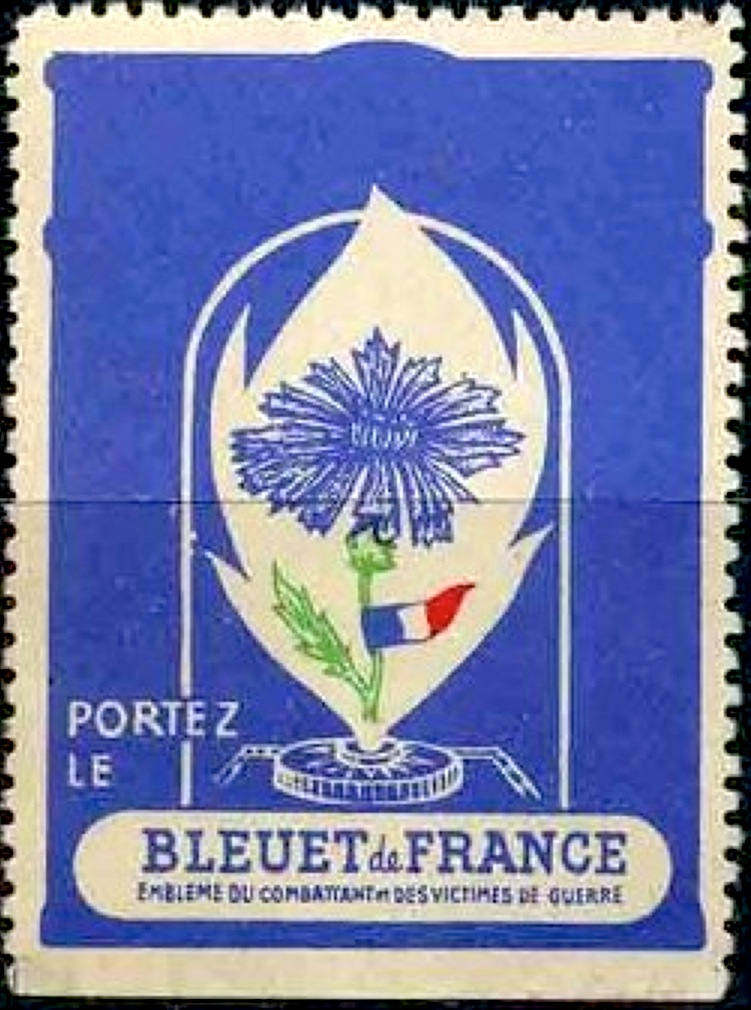
Timbre de collecte du Bleuet de France.

Le 15 septembre 1920, Louis Fontenaille, président des Mutilés de France, présente, dans un rapport à la Fédération interalliée des anciens combattants (FIDAC) à Bruxelles en Belgique, un projet destiné à rendre pérenne le Bleuet de France comme fleur symbolique des « morts pour la France ».
En 1928, le président Gaston Doumergue accorde son haut patronage au Bleuet de France, les ventes s’étendent alors progressivement à l’ensemble du pays : « la Nation veut témoigner de sa reconnaissance et venir en aide à ces hommes qui ont sacrifié leur jeunesse à défendre la France. » Le 11 novembre 1934, 128 000 fleurs seront vendues.
Dès 1935, l’État officialise la vente du Bleuet de France chaque 11 novembre partout en France.
Après la Seconde Guerre mondiale, en 1957, un second jour de collecte est créé le 8 mai, date anniversaire de la capitulation de l’Allemagne nazie.

### L’Œuvre nationale du Bleuet de France

Logo du Bleuet de France.

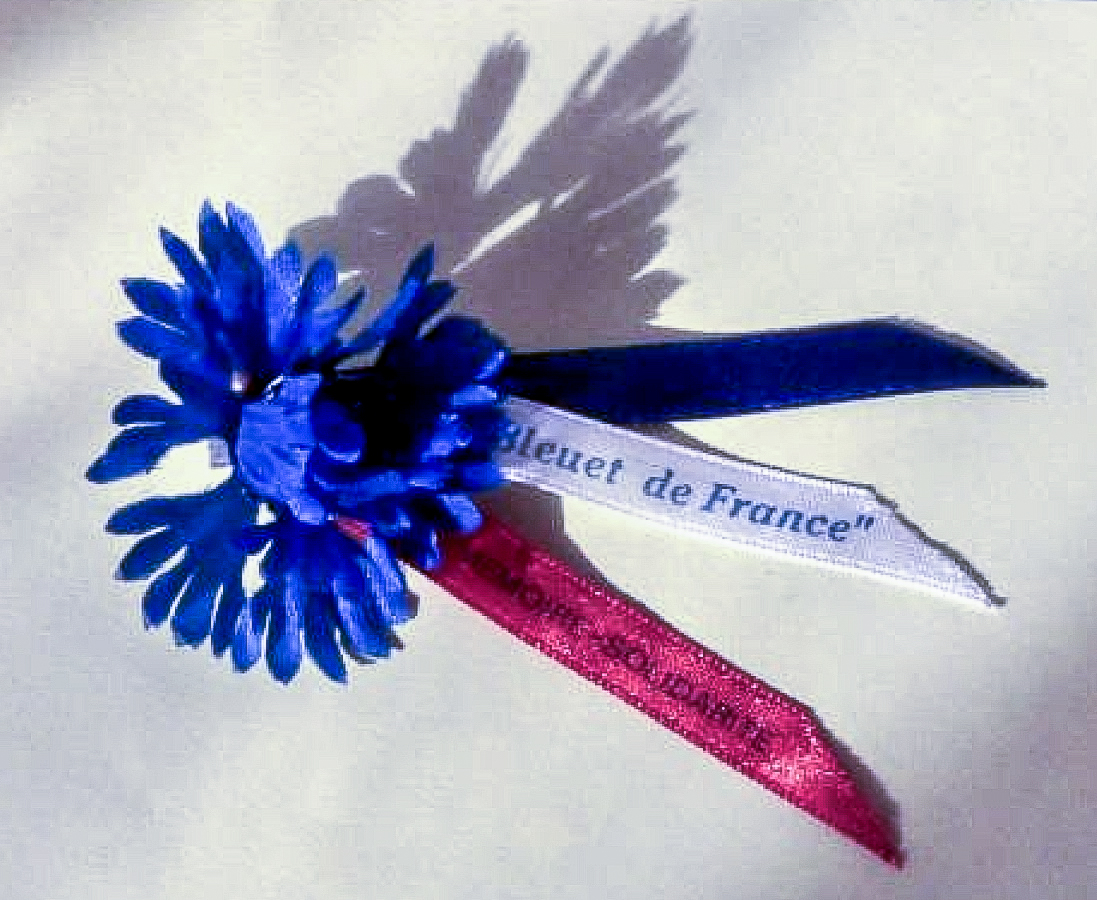
Bleuet de France vers 1950.

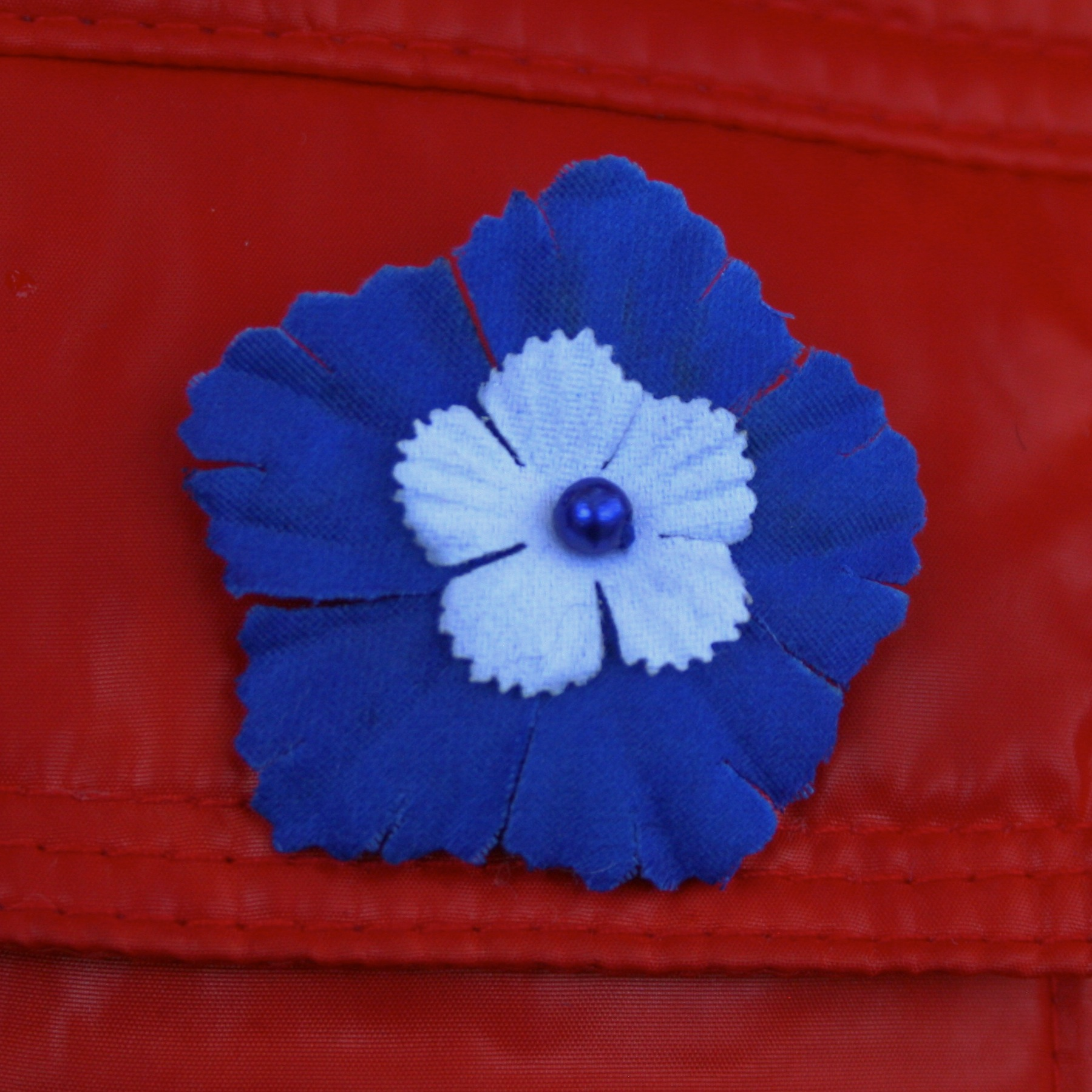
Bleuet de France modèle 2012.

Depuis cette époque, chaque année au moment des commémorations patriotiques du 8 mai et du 11 novembre, le Bleuet de France est vendu sur la voie publique par des bénévoles de l’Œuvre nationale du Bleuet de France.
L’Œuvre nationale du Bleuet de France est une association reconnue d’utilité publique, placée depuis 1991 sous l’autorité de l’Office national des anciens combattants et victimes de guerre. Son objectif est de recueillir des fonds afin de financer les œuvres sociales qui viennent en aide aux anciens combattants, veuves de guerre, pupilles de la Nation, soldats blessés en opération de maintien de la paix, victimes du terrorisme.
L’Œuvre soutient aussi les militaires actuellement engagés sur des théâtres d’opération : le Bleuet de France a ainsi pris part à l’initiative « Colis de Noël pour les soldats en Opex » et participe également à des actions auprès des enfants des écoles, des collèges et des lycées visant à promouvoir la mémoire en participant financièrement à des déplacements permettant la découverte de lieux mémoriels.
En 2011, près de 32 000 bénévoles ont réuni 1 102 449 € qui ont permis de venir en aide à 18 141 personnes et d’organiser plus de cinq cents initiatives de mémoire pour les jeunes générations partout en France. Par comparaison, la Royal British Legion, récolte chaque année plus de 50 millions d’euros avec son coquelicot.
Le 8 mai 2012, au lendemain de l’élection présidentielle, à l’occasion des cérémonies commémoratives à l’Arc de triomphe de l'Étoile, le nouveau président élu François Hollande relance la tradition en portant le Bleuet de France à la boutonnière contrairement à Nicolas Sarkozy.
Pour la première fois depuis 1922, le 11 novembre 2012 ne marque plus solennellement la seule célébration de la fin de la Première Guerre mondiale, mais devient une journée d’hommage à tous les morts pour la France. À cette occasion un groupe d’officiers de l’École de guerre et du cours supérieur d’état-major (CSEM) décide de relancer la collecte en faveur du Bleuet de France, et le chef d’état-major des armées, l'amiral Édouard Guillaud, a encouragé dans un message à l’ensemble des unités, tous les militaires à porter le Bleuet de France sur leur tenue, y compris durant les heures de service jusqu’au 11 novembre.
En 2018 la Monnaie de Paris a émis une pièce commémorative de 2 € représentant le Bleuet de France à 15 millions d'exemplaires.
Le président de la République Emmanuel Macron arbore à nouveau le Bleuet à sa veste, lors des cérémonies du centenaire de l'armistice de 1918 sur l'avenue des Champs-Élysées.
Depuis la circulaire du 6 octobre 2023, les autorités civiles et militaires portent le Bleuet de France sur leurs tenues de ville ou leurs uniformes du 1er au 11 novembre, du 1er au 8 mai, le 14 juillet et le 11 mars (journée d’hommage nationale aux victimes du terrorisme). 
Le 14 juillet 2025, le défilé militaire a lieu sur les Champs-Élysées, et est marqué par le centenaire du Bleuet de France, qui rend hommage aux anciens combattants.

#### Le rond-point du Bleuet-de-France

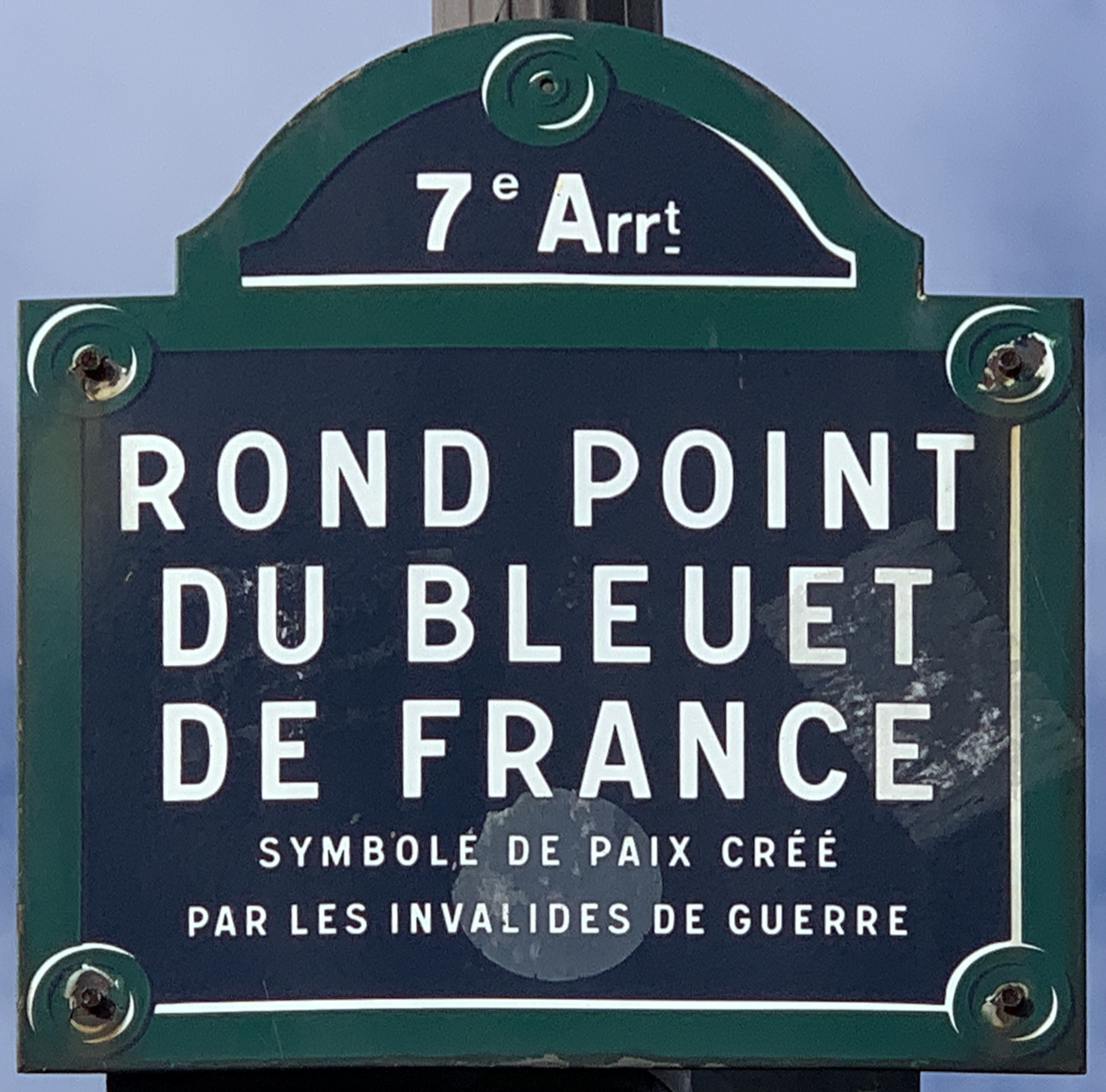
Plaque du rond point du Bleuet de France à Paris.

Le 27 août 1998, le rond-point situé dans l'axe de la place des Invalides, devant l’hôtel des Invalides dans le 7e arrondissement de Paris est nommé « rond-point du Bleuet-de-France ».

#### On sera là (Chanson du Bleuet de France)
Le 11 avril 2025, « On sera là », un titre écrit par Jean-Jacques Goldman pour le spectacle caritatif « Sentinelles d'un soir » organisé par l'œuvre nationale du Bleuet de France, est dévoilé. La chanson, interprétée par Eloïz et Yvard, est également reprise à l'occasion du défilé militaire du 14 Juillet de la même année.   

### Au Royaume-Uni et au Commonwealth

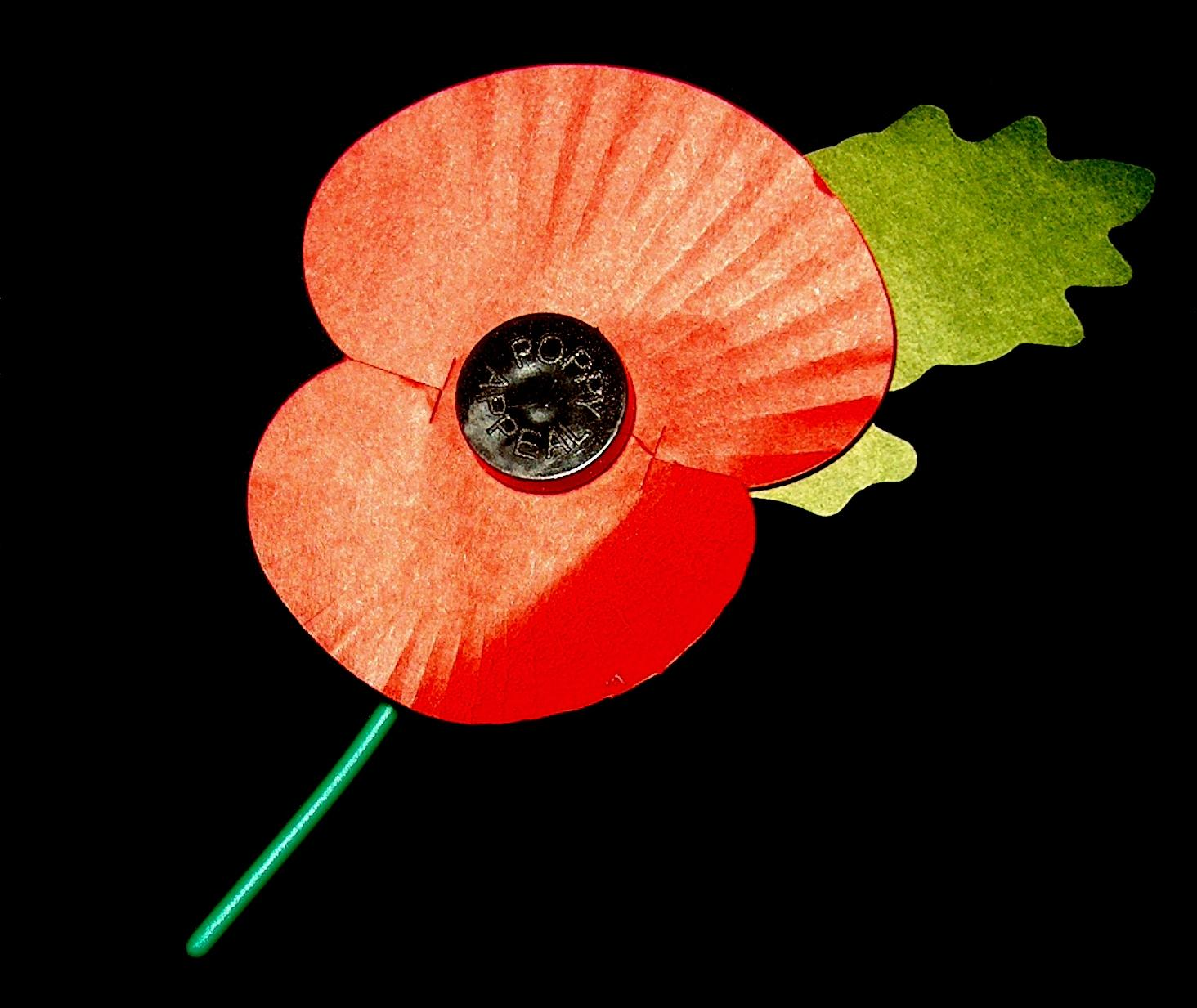
Un coquelicot en papier.

Une tradition semblable existe au Royaume-Uni et dans les pays du Commonwealth (sauf l'Australie, où c'est le romarin, symbole de Gallipoli), où la fleur symbole des anciens combattants est le coquelicot (poppy en anglais), car les coquelicots dont le rouge rappelait le sang, poussaient en grand nombre sur les champs de bataille des Flandres. L’origine de ce choix est le poème In Flanders Fields de John McCrae, écrit le 3 mai 1915 à la mort d’un de ses amis :
« In Flanders fields the poppies blow between the crosses, row on row, that mark our place… »
Soit, en français :

« Dans les champs de Flandre, les coquelicots oscillent au vent, entre les rangées de croix qui marquent nos tombes… »

Mais cette tradition associée au monde anglo-saxon doit tout à l'action d'une Française, professeure à l'Alliance française expatriée au Royaume-Uni puis aux États-Unis, Anna Guérin, qui fit adopter le Poppy comme fleur interalliée du souvenir. Et c'est à la "Poppy Lady" de France que le Royaume-Uni doit d'avoir adopté le coquelicot, en 1922. Elle fut faite chevalière de l'Ordre des Palmes académiques pour ses efforts.

### En Belgique
En Belgique, la tradition est la marguerite,.

## Union des mutilés et anciens combattants
Après la fin de la Première Guerre mondiale, les soldats rescapés se sont organisés en associations et unions.